# Florida breaks
Genres dérivés
Acid breaks
Le Florida breaks, aussi désigné sous le nom de The Orlando Sound, Orlando breaks, ou breaks, est un genre musical de breakbeat qui, comme son nom le suggère, est le plus populaire dans les secteurs autour de l'État de la Floride, aux États-Unis. Le Florida breaks est un mélange de hip-hop, de Miami bass et d'electro qui comprend souvent des samples reconnaissables de rythmes de jazz ou de funk, tirés de grooves rares ou de films populaires. Le style breakbeat de Floride comporte des éléments vocaux et conserve les rythmes hip-hop sur lesquels il est basé. Le style breakbeat de Floride est cependant plus rapide, plus syncopé et possède une ligne de basse plus lourde et implacable. Le rythme ralentit et casse fréquemment des motifs rythmiques complexes pour ensuite les reconstruire. Le genre est décrit comme étant facile à danser tout en créant chez l'auditeur un sentiment d'élévation, de bonheur ou d'humeur positive.

## Histoire

### Années 1980–1990
Le style unique de la Floride apparaît pour la première fois à la fin des années 1980 dans l'historique Beacham Theatre d'Orlando. Le genre Breaks commence à gagner en popularité au niveau local grâce à une sous-culture musicale underground qui s'est développée pendant le Summer of Love d'Orlando, entre 1989 et 1992,. Eddie Pappa, influencé par les nuits passées au Beacham, perfectionne ses compétences au Edge lorsqu'il ouvre ses portes en 1992 et est considéré comme un pionnier dans le genre Breaks. Il est considéré comme un pionnier du genre breaks. Il gagne en importance dans tout l'État en 1993. Au milieu de l'année 1993, les grands événements organisés au Edge contribuent à lancer la popularité du Florida breaks dans d'autres régions des États-Unis. 

### Popularité
The Breaks a fortement influencé d'autres producteurs qui ont mélangé le breakbeat avec la musique progressive et la trance. Ce mélange devient connu sous le nom de The Orlando Sound. Ce son est une réussite et devient extrêmement populaire parmi les DJ et les amateurs de clubs au milieu des années 1990, et est diffusé au niveau international sous le nom de « Orlando friendly ».
Nick Newton, un DJ et producteur anglais de breaks, nomme son disque de 1996 Orlando et le son d'Orlando est également appelé Florida breaks. Cependant, il ne semble pas y avoir de consensus universel sur les éléments exacts qui constituent le Florida Sound. Les influences inspiratrices du genre créent des variations régionales et préférentielles des breaks en Floride, ce qui rend le genre plus difficile à définir. Par exemple, l'Orlando Sound du centre et du nord de la Floride est fortement influencé par les sons new beat, trance et progressive house. Les producteurs du sud de la Floride et de Tampa sont restés fidèles à la deep house ou ont conservé l'influence funk et hip-hop de la Miami « ghetto-bass », qui a évolué et est parfois appelée funky breaks,,.
Le genre reçoit une diffusion locale limitée à la radio en Floride centrale sur les stations de radio WXXL (106.7 FM) et sur la radio universitaire WPRK (91.5 FM), ainsi que WUCF (89.9 FM), WFIT (89.5 FM sur la Space Coast), et WMNF (88.5 FM à Tampa). 

### Déclin
La popularité internationale et locale du Florida breaks atteint son apogée et commence à décliner en 2000. Cependant, le genre est toujours très populaire en Floride centrale ainsi que parmi ceux qui se souviennent de l'époque et du rôle unique du genre dans l'histoire de la musique électronique,. 